# Músculo reto inferior
O músculo reto inferior é um músculo extraocular. Tem como função o abaixamento do eixo lateral, adução e rotação externa do bulbo do olho.